# Hugo Johan Hamilton (1668–1748)
Hugo Johan Hamilton, född 1668 eller 1669, död 1748, var en svensk friherre och officer.

## Familj
Hugo Johan Hamilton var son till Malcolm Hamilton af Hageby (1635–1699) och Katarina Makeléer.

## Biografi
Hugo Johan Hamilton var militär. Han blev fältväbel 1681 (Älvsborgs regemente), fänrik 1683, överste 1700, general 1722 och fältmarskalk 1734. Han började med att gå i utländsk tjänst, först i den franska armén där han deltog i belägringen av Namur och slaget vid Steenkerque och därefter i den holländska armén där han bland annat var med om slaget vid Neerwinden 1693. Efter detta återkom han till Sverige och gick i svensk tjänst.

### Stora nordiska kriget
I oktober år 1700 skeppades han över till Pernau i Estland. Han deltog som överstelöjtnant och sekundchef vid det nyuppsatta livdragonregementet i slaget vid Narva den 20 november 1700, varefter han befordrades till överste och som sådan deltog med regementet i övergången av Düna, slaget vid Kliszów 1702. Regementet ingick i Carl Gustaf Rehnskölds kår som skyddade Warszawa. Hamilton insjuknade i Polen och hemförlovades men återkom och deltog bland annat i slaget vid Fraustadt den 3 februari 1706 och slaget vid Holowczyn 1708. År 1707 fick han, i Sachsen, besök av sin maka Katarina Falkenberg. Hon kom för att visa upp parets lille son. Vid hemresan avled makan i Stettin. Detta blev en kännbar förlust för Hugo Johan, men plikttrogen som han var fortsatte han sin tjänst.
Hamilton utnämndes i december 1708, i Lillryssland, till generalmajor och chef för Östgöta kavalleriregemente. Han deltog därefter vid Vorskla i januari 1709 och slutligen i slaget vid Poltava den 28 juni 1709, där han blev tillfångatagen. Under slaget uppehöll han under svenskarnas reträtt de ryska trupperna, till priset av sitt eget regementes utplånande.

### Rysk fångenskap
Hamilton fördes först till fursten Aleksandr Mensjikovs slott Oranienburg vid Don och kom vid nyårstid 1709–1710 till Moskva. Han tillbringade sammanlagt 12 år i rysk fångenskap, tiden från 1709 till 1715 mest i Moskva. Där ingick han i Carl Pipers centralorganisation för fångarnas understöd. Efter denna tid var han fånge i Kazan tiden 1715 till 1721.

### Återkomsten till Sverige
Efter freden i Nystad 1721 återkom Hugo Johan Hamilton till Sverige år 1722. Han återtog befälet över sitt regemente och slog sig ner på överstebostället Tuna i Rystad socken, samtidigt som han befordrades till general. I juli 1723 gifte han sig med Anna Fleming. Hamilton höll sig utanför frihetstidens partistrider, och blev därför tillbakasatt vid befordringar. 1734 blev han dock fältmarskalk och 1742 ordförande i generalkrigsrätten mot Lewenhaupt och Buddenbrock.

## Generalkrigsrätt mot Lewenhaupt och Buddenbrock
I september 1742 blev Hamilton ordförande i den generalkrigsrätt, som sammankallades för att rannsaka och döma Charles Emil Lewenhaupt och Henrik Magnus von Buddenbrock, vilka var ledare för det finska fälttåget. I februari 1743 sammansmälte denna generalkrigsrätt med en av ständerna tillsatt rannsakningskommission, vilken senare dömde de två till "förlust af lif, ära och gods", något som, för ovanlighetens skull, kom att verkställas genom halshuggning.
Hugo Johan Hamilton bildade Boo fideikommiss i sydöstra Närke.

## Bortgång och begravning

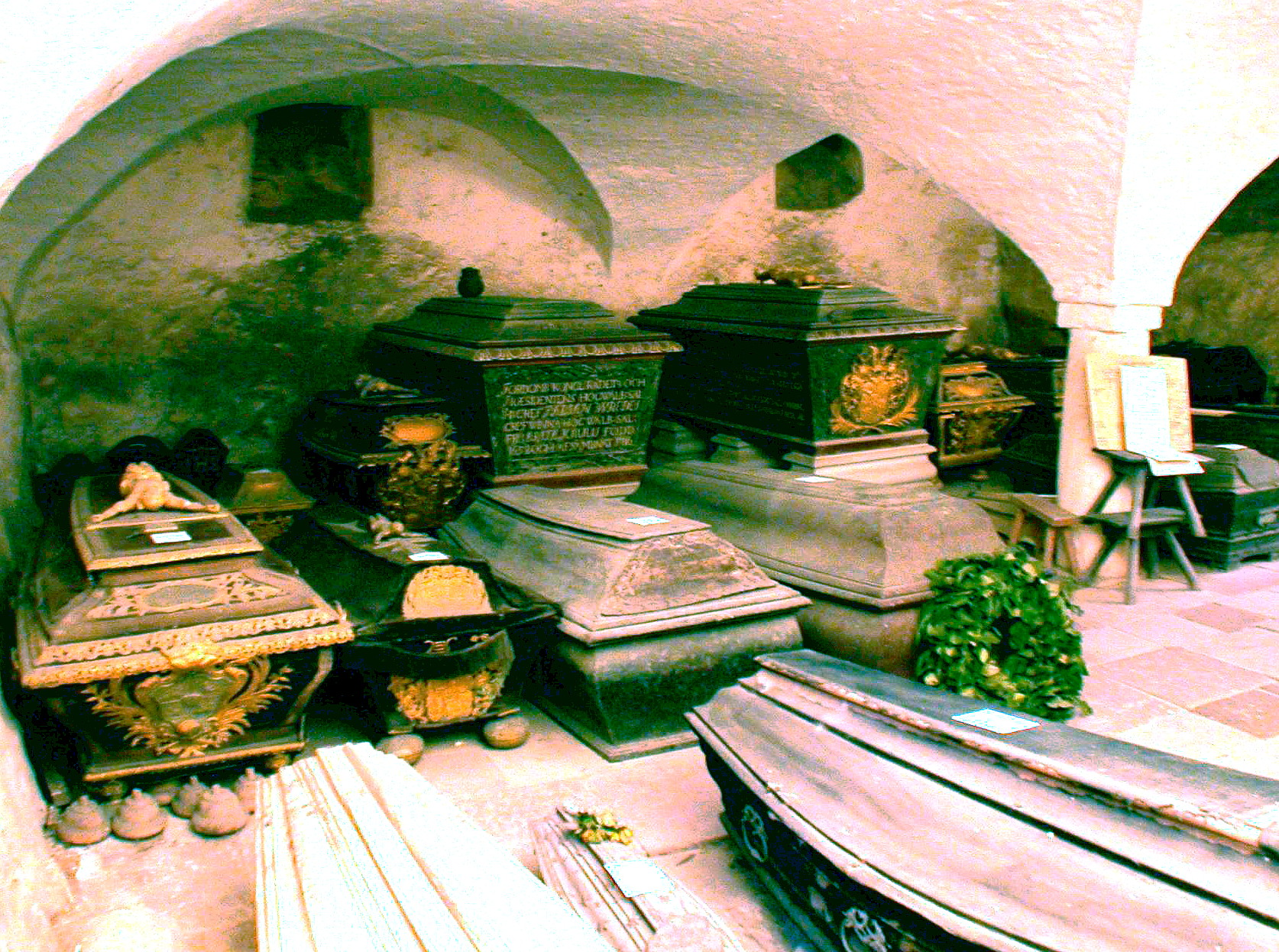
Sätuna gravkor: på bilden ses kransen vid Hamiltons sarkofag

Hugo Johan Hamilton avled den 9 januari 1748 på överstebostället Tuna i Rystad socken, Linköping. Begravningen ägde rum den 26 februari 1748 i Rystad kyrka och han nedsattes tillfälligt i boställets gravplats på Rystads kyrkogård, men flyttades redan efter ett par veckor till Björklinge kyrka –"till hans graf i Björklinge i Uppland", som Uddgren skriver (sid 52).
Hamilton vilar i sarkofag nummer 19 i Sätuna gravkor i Björklinge kyrka. Där vilar även hans hustru i andra giftet Anna Fleming (1682–1737). När sagda gravkor öppnas vart tionde år infinner sig en representant från släkten Hamilton af Hageby och nedlägger en krans vid hans sarkofag.

### Äktenskap
1. 1699 den 7 mars med Eva Katarina Falkenberg (1681–1707), dotter till landshövding Henrik Falkenberg och Katarina Maria Kruse.
2. 1723 den 2 juli med Anna Fleming (1682–1737), dotter till presidenten Claes Fleming och friherrinnan Anna Cruus.

## Barn
Far till Carl Fredrik Hamilton af Hageby (1706–1753) född i första äktenskapet. Denne son var Hamiltons enda barn.